# Église Sainte-Anne de Trabzon

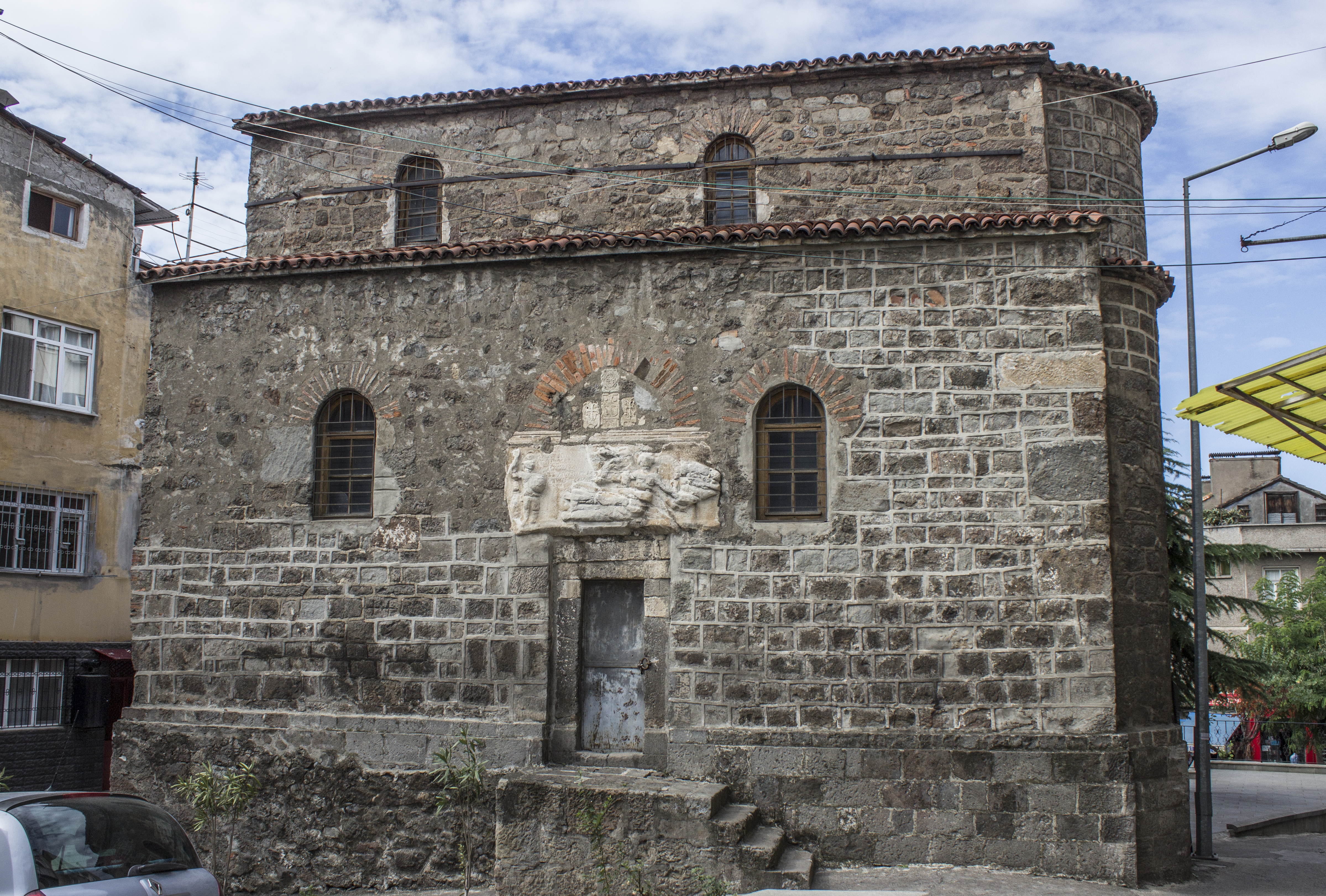
L'église Sainte-Anne de Trabzon (vue de la nef et de son bas-côté sud).

L'église Sainte-Anne de Trabzon (en turc Küçük Ayvası Kilise, en grec Ἁγία Άννα : « Hagia Anna » ; Սուրբ Աննա en arménien) est une église d'époque byzantine située dans le centre de la ville de Trabzon, l'ancienne Trébizonde.
C'est la plus ancienne église de la ville encore conservée, bien que la date de fondation ne soit pas véritablement connue. Selon une inscription d'une sculpture située au-dessus du portail sud, les parements ont été restaurés autour 884-885 sous l'empereur byzantin Basile Ier.

## Architecture

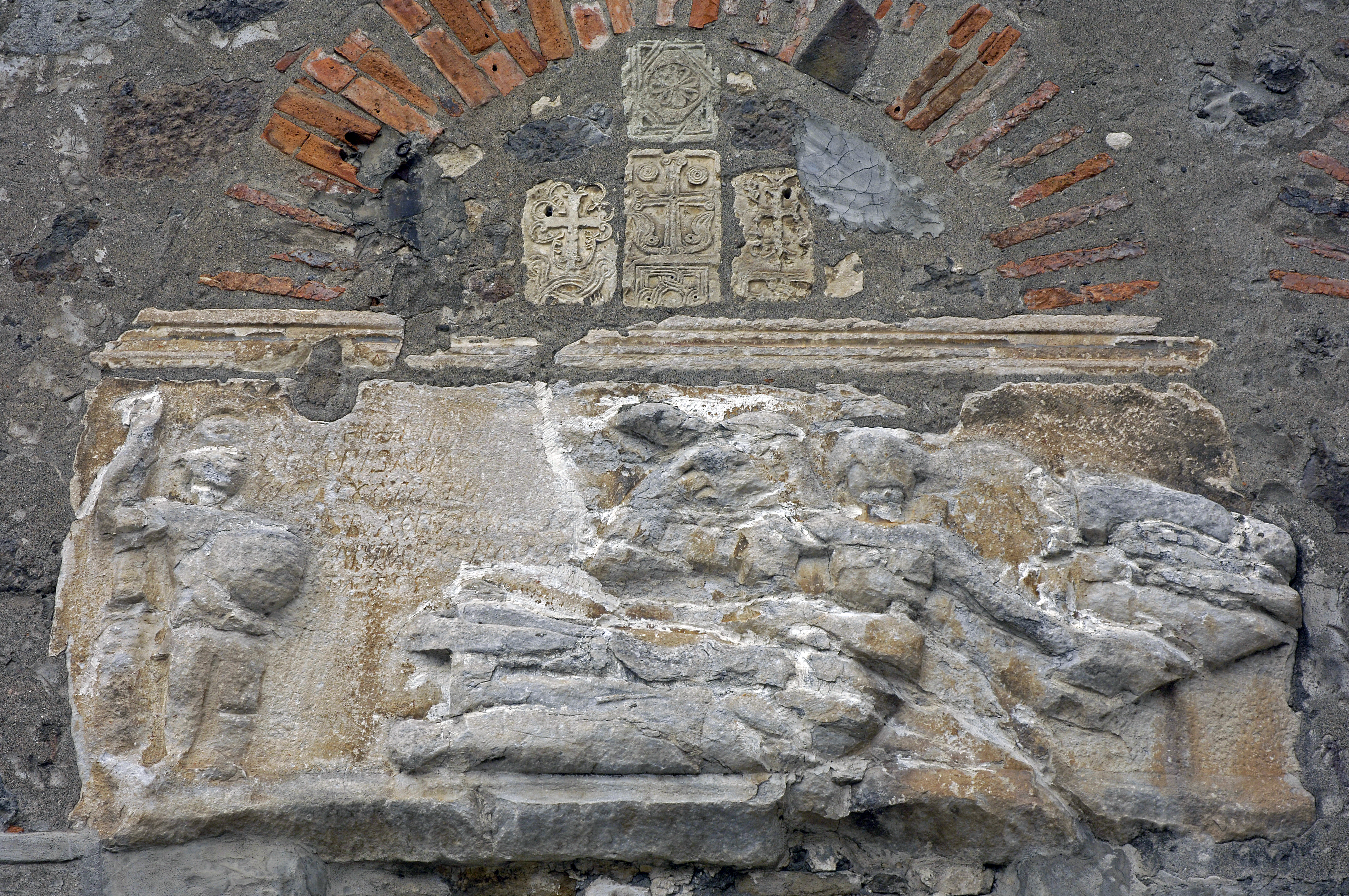
Tympan et linteau du portail de l'église Sainte-Anne. Remploi d'une sculpture grecque antique (représentation d'Athéna Nikè) et au-dessus des khatchkars médiévaux.

La basilique à trois vaisseaux est située dans un quartier commercial animé à environ 200 mètres à l'est de la ville fortifiée centrale. Sur une dalle montée au-dessus de la porte sud se trouve une inscription indiquant que sous les règnes conjoints de Basile Ier, Léon VI et Alexandre a été restauré vers 885.
L'intérieur de la nef mesure 6,6 mètres de large et 7,4 mètres de long. Elle est surélevée au-dessus de ses deux collatéraux. À l'est, trois absides semi-circulaires dépassent du mur pignon. Celle principale est celle du milieu qui est un peu plus grande. Elle est éclairée par trois fenêtres tandis que les absides latérales n'en possèdent qu'une. Une paire de colonnes remployées avec des chapiteaux ioniques soutient des arcs de ceinture dans les deux sens. La voûte en berceau centrale est environ 2,5 fois plus haute que les colonnes, les voûtes des bas-côtés plus étroites ne sont que légèrement plus basses. L'accès se fait par un escalier du côté sud. Le portail au sud de la nef est composé de deux linteaux dont un remploi d'un bas-relief antique (sculpture grecque antique).
L'église Sainte-Anne est la seule de Trabzon à posséder une crypte, elle servait vraisemblablement de chapelle funéraire au moins dès le XIIIe siècle. Elle n'a pas été reconsacrée en tant que mosquée après la prise de la ville par Mehmet II en 1461. Le bâtiment a été restauré dans les années 1970-1980. Elle est aujourd'hui un site touristique de la ville de Trabzon.